# Junkers J 9
Le Junkers J 9 fut le premier avion de chasse entièrement métallique au monde. Monoplan monoplace armé de deux mitrailleuses, l'appareil fit son premier vol en avril 1918, puis désigné par les militaires allemands Junkers D.1 – le « D » de « Doppeldecker » s'appliquait aux chasseurs. Il fut fabriqué à 41 exemplaires avant l'armistice, et donc surtout utilisé en 1919 par les « Freikorps » contre les Polonais et les bolchéviks russes, en association avec les Junkers J 10 / CL.1 d'attaque au sol.
Le J.9 / D.1 était équipé d'un moteur de 160 ch Mercedes D IIIaü qui lui permettait d'atteindre environ 220 km/h (mais d'après le magazine Le Fanatique de l'aviation no 102 de mai 1978, l'appareil utilisait un Benz Bz IIIb de 200 ch), et en novembre 1918 des essais furent effectués avec un moteur BMW IIIa de 180 ch ont permis d'atteindre 240 km/h (mais il serait plus logique que le « b » de 200 ch fut utilisé après le « a » de 180, et qu’il ait donné une vitesse supérieure à l'appareil...).
Il semble qu'à la toute fin du conflit, les pilotes allemands à qui il fut proposé de changer de monture préfèrèrent conserver leurs Fokker D.VII, qui grimpaient plus vite en altitude que le D.1.  
Un exemplaire de cet avion est exposé au Musée de l'air et de l'espace du Bourget, en France. Il fut abandonné sur un aérodrome de campagne par les Allemands lors de leur retrait après l'armistice en novembre 1918.